# Hetepti
Hetepti va ser una reina egípcia de la XII dinastia. Era l'esposa del rei Amenemhet III i la mare del seu successor Amenemhet IV.
Només se la coneix per una representació que hi ha al temple de Medinet Madi, al sud-oest de la ciutat de El Faium. Medinet Madi va ser construït i decorat sota el regnat Amenemhet III i el seu successor Amenemhet IV. En aquesta representació hi surt acompanyada del seu fill Amenemhet IV i hi apareixen tembé els seus títols; el context, doncs, s'evidencia la seva maternitat amb Amenemhet IV. Tot i així no aclareix qui era el seu marit; s'ha suposat que era Amenemhet III perquè era el predecessor al tron d'Amenemhet IV, però també podria ser que tots dos fossin d'una línia reial nova.
Els títols que apareixen són els següents:
- Mare del Rei
- Unida amb la corona blanca
- Dama de les dues terres
- Dama noble (iry-pat) .

La inscripció està parcialment destruïda. És possible que faltin tant alguns dels seus títols com part del seu nom.